# Ringside
I Ringside sono un gruppo musicale indie rock proveniente da Hollywood, California, formato da Scott Thomas e dall'attore Balthazar Getty.
Il duo fonde sonorità indie a ritmi elettronici. Il loro primo album, Ringside, è stato pubblicato il 19 aprile 2005 sotto l'etichetta di Fred Durst, Flawless Records, insieme alla Geffen Records. Il primo singolo estratto, Tired of Being Sorry, ha ottenuto un discreto successo, tanto che il popolare cantautore Enrique Iglesias ne ha cantato una cover nel suo ottavo album Insomniac, ed ha pubblicato il singolo in Europa. La canzone Struggle, tratta dallo stesso album dei Ringside, è stata inserita nello spot pubblicitario dell'auto Pontiac Torrent, nella colonna sonora del film Doom ed in quella della serie televisiva Six Feet Under. La traccia è anche presente, brevemente, nella playlist ambient del sito web dell'industria fabbricatrice di chitarre Schecter, poiché l'azienda promuove gli artisti che suonano strumenti della propria marca.
Dopo alcune speculazioni, il 9 ottobre 2007 Getty ha confermato la pubblicazione di un secondo album, mentre era ospite nello spettacolo televisivo Jimmy Kimmel Live!. L'album, Lost Days, è stato pubblicato il 25 gennaio 2011, anticipato dall'EP Money scaricabile gratuitamente sul loro sito web dal 10 ottobre 2010.

## Discografia
- 2005 - Ringside
- 2010 - Money EP
- 2011 - Lost Days

## Singoli
- Tired of Being Sorry
- Struggle
- Criminal
- Money
- Lost Days